# 頭城鎮

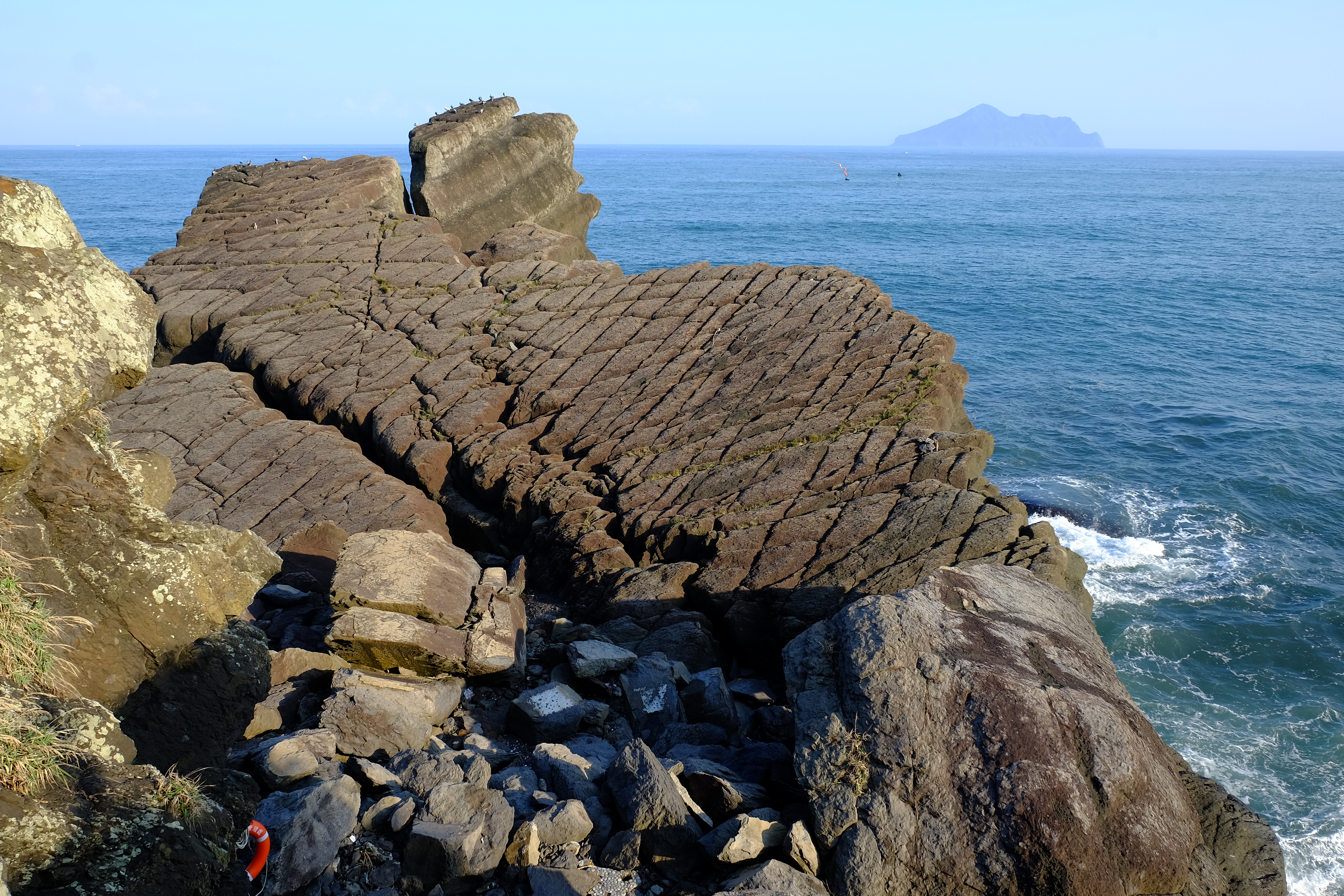
北関海潮公園の奇岩群。右奥に亀山島が見える

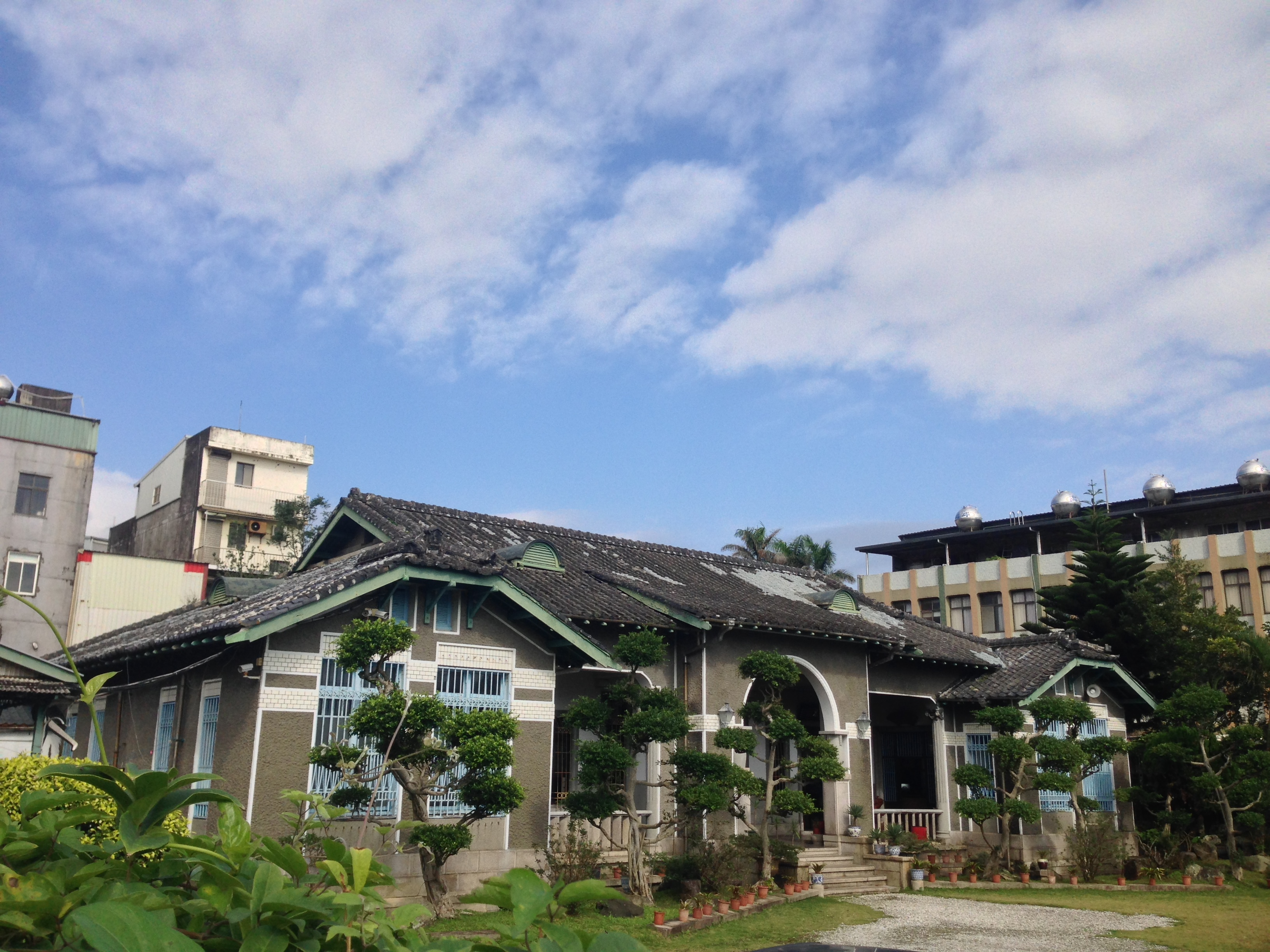
盧纘祥故宅

頭城鎮（トウチェン/とうじょう-ちん）は台湾宜蘭県の鎮。

## 地理
頭城鎮は宜蘭県最北端に位置し、宜蘭県の中で最初に開発が進んだ地域である。尖閣列島は台湾での行政区分上は頭城鎮に区分されている。

## 行政区
| 地区 | 里                                                                     |
| ---- | ---------------------------------------------------------------------- |
| 市区 | 大坑里、竹安里、抜雅里、武営里、城北里、城西里、城東里、城南里、新建里 |
| 海洋 | 石城里、大里里、大渓里、亀山里、合興里、更新里、外澳里、港口里         |
| 大洋 | 二城里、下埔里、中崙里、金面里、金盈里、頂埔里、福成里                 |

## 歴代鎮長
| 代 | 氏名 | 任期 |
| -- | ---- | ---- |

## 教育

### 技術学院
- 蘭陽技術学院

### 高級職業学校
- 国立頭城高級家商職業学校

### 国民中学
- 宜蘭県立頭城国民中学

### 国民小学
- 宜蘭県立梗枋国民小学
- 宜蘭県立大渓国民小学
- 宜蘭県立二城国民小学
- 宜蘭県立大里国民小学
- 宜蘭県立頭城国民小学
- 宜蘭県立人文国民小学
- 宜蘭県立竹安国民小学

## 交通
| 種別 | 路線名称             | その他                                           |
| ---- | -------------------- | ------------------------------------------------ |
| 鉄道 | 宜蘭線               | 石城駅 大里駅 大渓駅 亀山駅 外澳駅 頭城駅 頂埔駅 |
| 国道 | 国道5号 渭水高速道路 | 頭城IC                                           |
| 省道 | 台2線                | 北部浜海公路                                     |
| 省道 | 台2庚線              |                                                  |
| 省道 | 台9線                | 北宜公路                                         |
| 県道 | 県道191号 (台湾)     |                                                  |

## 観光

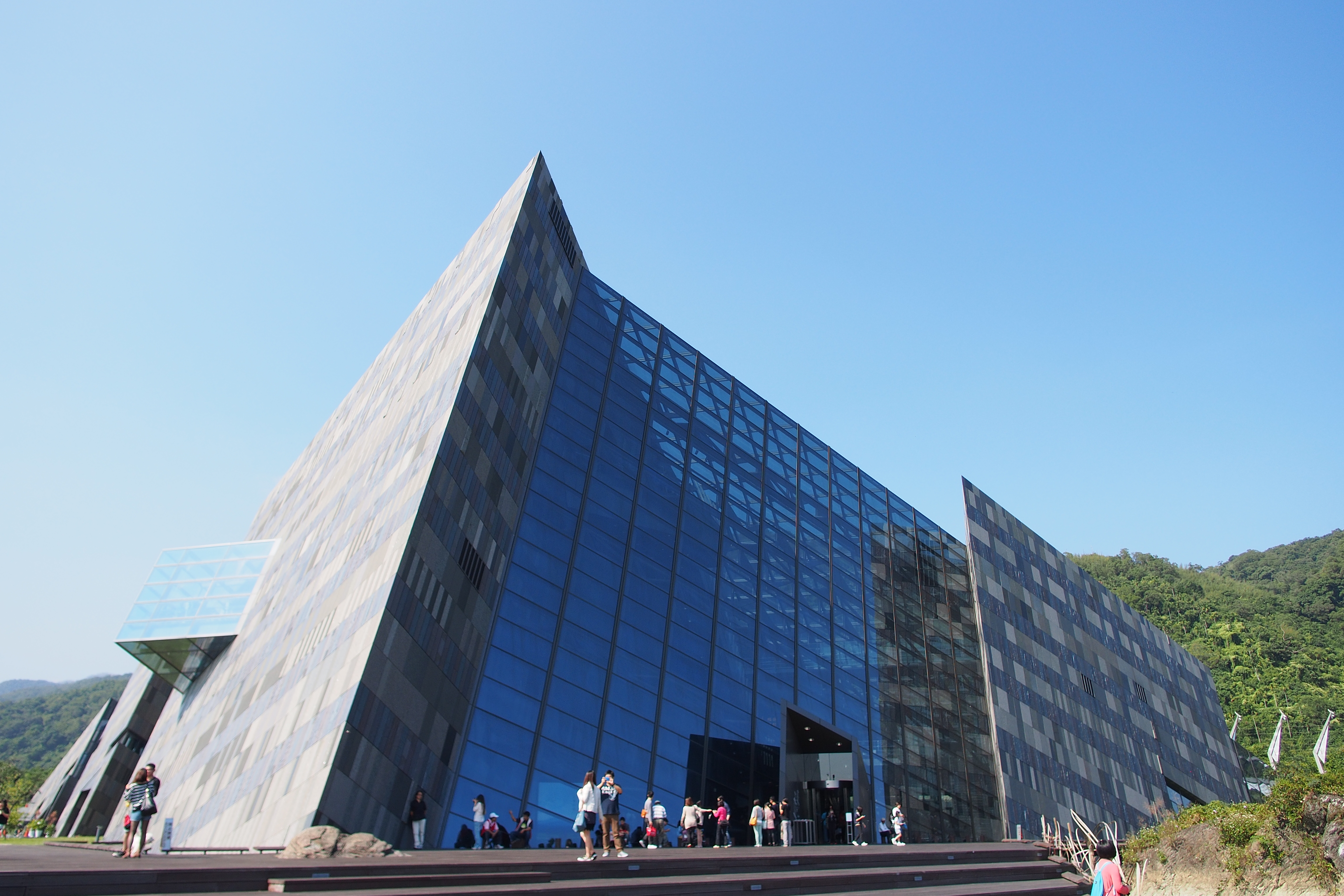
蘭陽博物館

- 蘭陽博物館（中国語版）（公式オフィシャルサイト）http://www.lym.gov.tw/ch/Index/index.asp
- 北関海潮（中国語版）
- 石盤寮瀑布
- 金盈瀑布
- 竹安河流域・鳥類観察
- 亀山島
- 蜜月湾
- 草嶺古道（中国語版）
- 桃源谷
- 頭城老街（中国語版）
- 頭城慶元宮（中国語版）
- 頭城協天宮（中国語版）
- 頭城開成寺城隍廟（中国語版）
- 烏石漁港（中国語版）
- 頭城搶孤